# Château de Grafenberg
Le château de Grafenberg, appelé en allemand Burg Grafenberg ou Mörderburg, est un château fort situé sur le territoire de la commune grisonne de Fläsch, en Suisse.

## Histoire
Le château de Grafenberg, situé sur un éperon rocheux qui surplombe la route entre le col de Saint-Luzisteig et le Liechtenstein, est mentionné pour la première fois en 1579 dans une chronique d'Ulrich Campell. Son autre nom de Mörderburg (littéralement « château des meurtriers ») est attesté depuis 1489 et vient d'une légende locale selon laquelle les seigneurs locaux auraient précipité des marchands depuis l'éperon rocheux après les avoir détroussés.
Pris d'assaut par les troupes confédérées pendant la guerre de Souabe le 5 janvier 1499 et repris par les troupes impériales quelques jours plus tard, le château est la proie d'un incendie, puis est abandonné. Tombé en ruine, il est la propriété de la commune liechtensteinoise de Balzers et est inscrit comme bien culturel d'importance nationale.

## Sources
- (de) Cet article est partiellement ou en totalité issu de l’article de Wikipédia en allemand intitulé « Burg Grafenberg » (voir la liste des auteurs).